# 2024年斯里兰卡总统选举
2024年斯里兰卡总统选举是斯里兰卡历史上的第9次总统选举，于2024年9月21日举行。现任总统拉尼尔·维克拉马辛哈作为独立候选人竞选连任，使他成为自2015年马欣达·拉贾帕克萨以来首位寻求连任的现任总统。其他主要候选人包括统一人民力量领袖萨吉特·普雷马达萨和国家人民力量领袖阿努拉·库马拉·迪萨纳亚克，以及前总统马欣达·拉贾帕克萨的儿子纳马尔·拉贾帕克萨。
此次选举是维克拉马辛哈、普雷马达萨和迪萨纳亚克之间的三方竞赛。第一次计票结束时，没有候选人获得多数选票。迪萨纳亚克获得42.31%的选票位居第一，普雷马达萨以32.76%紧随其后。现任总统维克拉马辛哈仅获得17.27%的选票，排名第三。由于没有候选人赢得多数票，斯里兰卡历史上首次根据有限排名投票系统进行了第二轮计票。次日，迪萨纳亚克在第二轮中赢得55.89%的选票，当选总统，并于9月23日正式就职。
此次选举标志着斯里兰卡政治的重大重组。迪萨纳亚克的胜利是首次有第三方候选人当选总统。这也是首次前两名候选人都未得到统一国民党或斯里兰卡自由党的支持的选举。